# Fiançailles pour rire
Fiançailles pour rire est un cycle de six mélodies pour voix et piano de Francis Poulenc sur des poèmes tirés du recueil homonyme de Louise de Vilmorin. Composé en 1939, il a été créé le 21 mai 1942 salle Gaveau par Geneviève Touraine et le compositeur au piano.
- La Dame d'André
- Dans l'herbe
- Il vole
- Mon cadavre est doux comme un gant
- Violon
- Fleurs

## Dédicaces
La chanson "Fleurs" est dédiée à Solange d'Ayen, la duchesse d'Ayen et rédactrice mode de l'édition française du magazine de mode Vogue,.